# ドロテア・フォン・ザクセン (1591-1617)
ドロテア・フォン・ザクセン（Dorothea von Sachsen, 1591年1月7日 - 1617年11月17日）は、クヴェードリンブルク女子修道院長（在任：1610年 - 1617年）。

## 生涯
ドロテアはザクセン選帝侯クリスティアン1世（1560年 - 1591年）とブランデンブルク選帝侯ヨハン・ゲオルクの娘ゾフィー・フォン・ブランデンブルク（1568年 - 1622年）の末子として生まれた。ドロテアの洗礼は通常の悪魔祓いなしで初めて行われ、父クリスティアン1世の統治における重要な教会内部および国内の政策を示すものとなった。
ドロテアは1610年4月18日にクヴェードリンブルク女子修道院長に選出された。当時、修道院のフォークトおよび後援者はドロテアの兄のザクセン選帝侯クリスティアン2世であった。同年7月19日、ドロテアは皇帝ルドルフ2世により修道院長職の就任が承認された。
ドロテアの比較的短い在任期間中は穏やかであった。ドロテアはクヴェードリンブルクにいくつかの権利を与え、説教者や教師の収入を改善した。1615年、ドロテアは旧アウグスティヌス修道院に造幣所を設置した。
1617年の宗教改革記念日にドレスデンの兄たちを訪問中にドロテアは重病にかかり、26歳で突然亡くなった。ドロテアはフライベルクに埋葬された。ドロテアは補佐役を任命していなかったため、後任の選出は参事会に委ねられた。